# Britannia Hotel
Britannia Hotel er et femstjernet hotel på Dronningens gate i Trondheim, der blev tegnet af arkitekten Karl Norum og er et af byens fineste hoteller. Det åbnede i 1870 og indeholder i dag 236 værelser samt 11 suiter. Hotellet rummer restauranten Palmehaven, en spejlsal, saloner, kursus- og konferencefaciliteter, samt fire restauranter og to barer.
Britannia blev en del af Thon Hotels fra juli 2013, og var tidligere tilknyttet hotelkæden Rica Hotels i en periode.

## Palmehaven
Palmehaven er en af Trondheims mest kendte restauranter og stod færdig i maj 1918. Den har en kapacitet til 450 personer. Den er bygget med en hvælving som en stjernehimmel og indeholder en maurisk have med palmer, hvorfra den har sit navn.